# 相鉄自動車

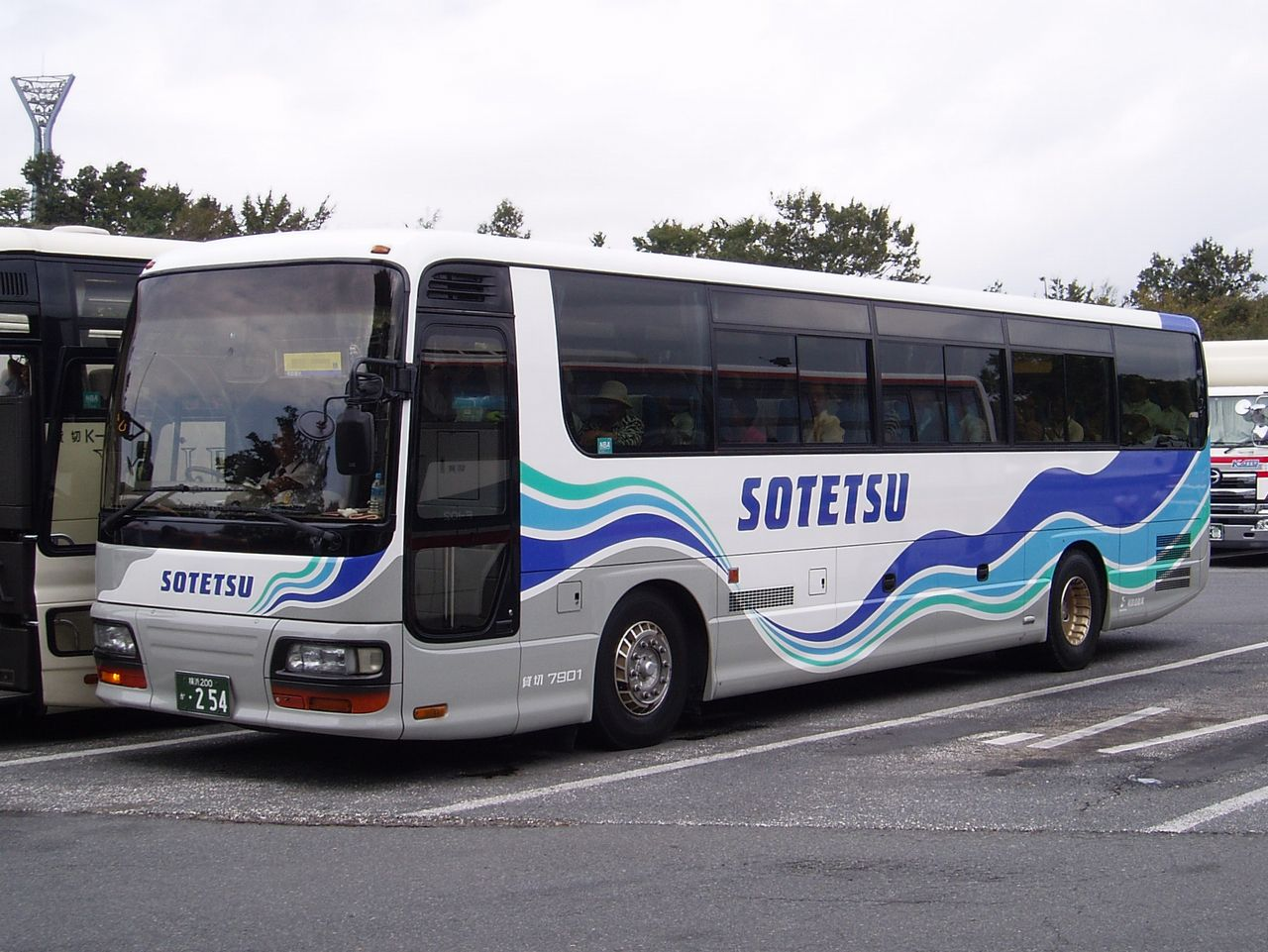
貸切バスの車両（貸切バス事業譲渡前の画像）

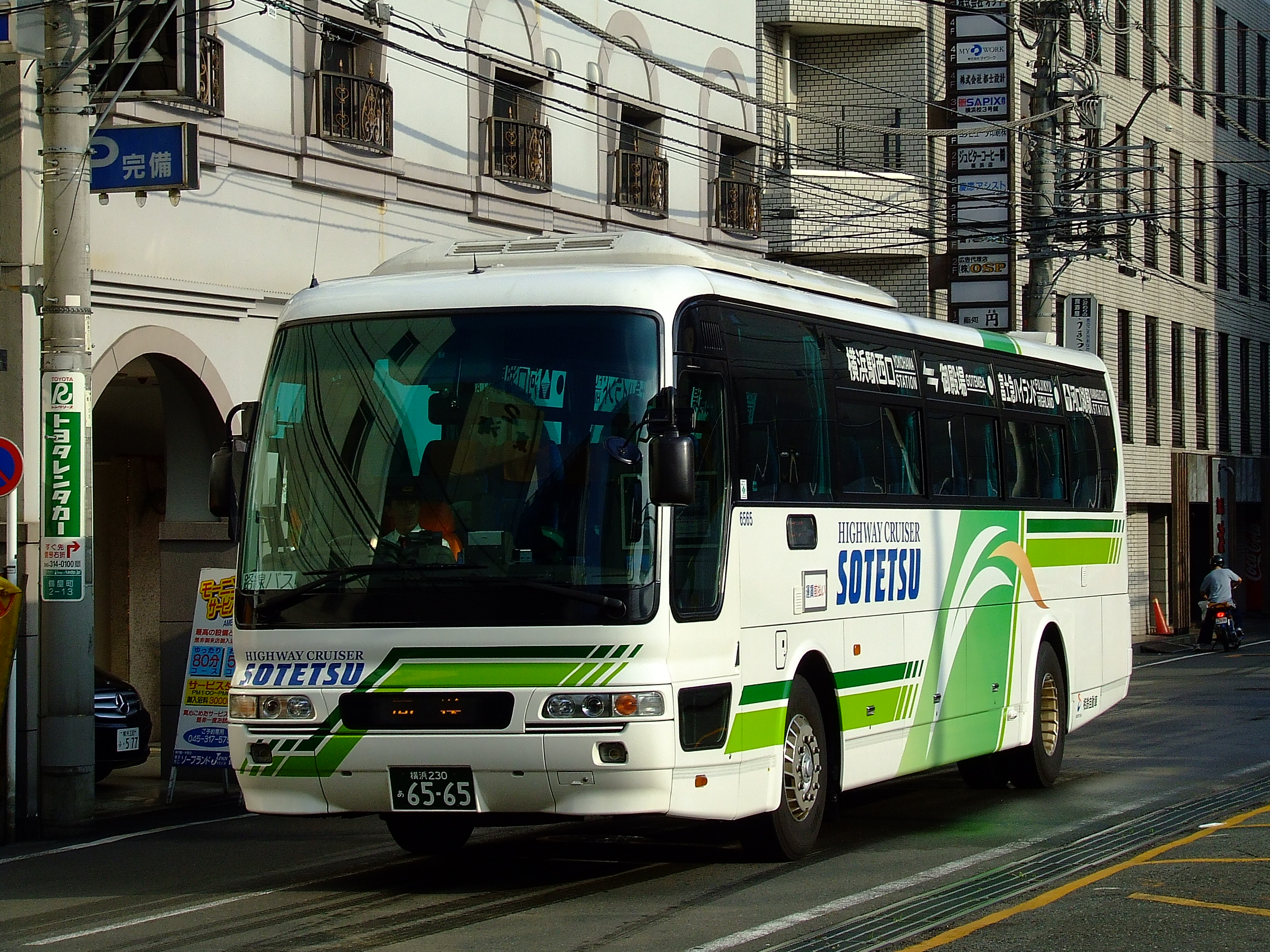
高速バスの車両（高速バス事業譲渡前の画像）

相鉄自動車株式会社（そうてつじどうしゃ）は、かつて相鉄グループの企業として存在した、タクシーなどを神奈川県で運行し、また観光バス・高速バスの運行も行っていた企業である。2012年6月1日をもって、相鉄ホールディングスが全株式を日本交通グループの日本交通株式会社（95％）と株式会社日交データサービス（5％、JapanTaxi株式会社→株式会社Mobility Technologiesを経て、現：GO株式会社）に譲渡し、相鉄グループを離脱するとともに日本交通横浜株式会社に商号が変更された（日本交通グループ会社となってからの同社については、日本交通 (東京都) で扱う）。
観光バス・高速バス事業については2009年（平成21年）3月をもって撤退しており、観光バス事業は日の丸自動車、高速バス事業はグループの相鉄バスに譲渡している。また、損害保険代理業も手がけていたが、これは相鉄グループの離脱に際してグループの相鉄保険サービスが承継した。
相鉄ホールディングス（旧相模鉄道）には社内カンパニーとして路線バスなどを運営する「自動車カンパニー」が置かれていたが（現在は相鉄バスが承継）、相鉄自動車はこれとは歴史が異なり、1961年（昭和36年）に買収により子会社化していた。相模鉄道がタクシー事業を東京都区部内において直営で運営していたこともあるが、それとも歴史が異なる。また、相鉄自動車工業（相鉄ホールディングスの子会社であったが、2012年3月に全株式が売却され神奈川石油販売に社名変更）とも別会社である。

## 沿革
- 1936年（昭和11年）9月 - 京浜昭興株式会社として創立
- 1961年（昭和36年）12月 - 相模鉄道の買収により相鉄観光株式会社に商号変更
- 1967年（昭和42年）5月 - 相鉄自動車株式会社に商号変更
  - 直後に新たな相鉄観光株式会社（のちの近畿日本ツーリスト神奈川）が創立している。
- 1997年（平成9年）4月 - 相模鉄道の貸切バス事業を譲受
- 2004年（平成16年）2月 - 本社を横浜市西区北幸へ移転
- 2005年（平成17年）7月 - 高速バス事業に参入
- 2009年（平成21年）3月 - バス事業から撤退
- 2012年（平成24年）6月 - 日本交通グループによる買収にて日本交通横浜株式会社に商号変更、これに伴い相鉄グループはタクシー・ハイヤー事業から撤退

## 主な事業
- タクシー・ハイヤー → 日本交通横浜として存続
- 観光バス（1997年 - 2009年） → 日の丸自動車に譲渡
- 高速バス（2005年 - 2009年） → 相鉄バスに譲渡
- 損害保険代理業 → 相鉄保険サービスに譲渡

## 主な営業所
- 自動車部（タクシー・ハイヤー）
  - 横浜営業所：横浜市旭区矢指町2000-3
  - 大和営業所：大和市桜森2-2-20
- バス部（観光バス・高速バス）　※2009年3月まで 
  - 二俣川営業所

## 高速バス路線
2009年3月まで、以下の高速バスを運行していた。同年4月以降、2路線は相鉄バスにより運行されている。
- 羽田空港線
  - 二俣川駅〜羽田空港（京浜急行バスと共同運行）
- 河口湖線 （レイクライナー）
  - 相鉄高速バスセンター・横浜駅西口〜富士急ハイランド・河口湖駅（フジエクスプレスと共同運行）